# Sveriges ambassad i Managua
Sveriges ambassad i Managua var Sveriges diplomatiska beskickning i Nicaragua som var belägen i landets huvudstad Managua. Beskickningen bestod av en ambassad och ett antal svenskar utsända av Utrikesdepartementet (UD). Ambassaden lades ned 2008.

## Historia
Ambassaden i Nicaragua öppnades under 1980-talet, främst för att arbeta med biståndsfrågor. Ambassadbyggnaden förvärvades av svenska staten 1984 och är byggd 1970. Den var i gott skick och hade klarat sig från jordbävningar. Statens fastighetsverk (SFV) jordbävningsförstärkte ambassadbyggnaden 2006 så att den ska klara nya skalv.
När dåvarande Byggnadsstyrelsen 1984 ställde i ordning fastigheten för att rymma ambassadkansliet, var arkitekten Tord Hallström. År 2006 gjorde SFV en ombyggnad för att tillgänglighetsanpassa byggnaden och ge kansliet öppnare kontor. Arkitekt denna gång var Andreas Jonasson.
Regeringen beslutade 2007 att biståndet till Nicaragua skulle fasas ut, och ambassaden skulle därför omvandlas till ett så kallat sektionskontor som enbart ska arbeta med utfasningen av biståndet. Sektionskontoret drivdes av Sida. Omvandling till sektionskontor skedde den 1 september 2008. Sektionskontoret lades ned 2011.

## Fastighet
- Byggår: 1970
- Arkitekter: ombyggnad 1984 Tord Hallström, ombyggnad 2006 Andreas Jonasson
- Besöksadress: Rotonda Güegüense, 1 c. al lago 2 1/2c. abajo, Bolonia, Managua
- Hyresgäst: Utrikesdepartementet
- Förvaltare: Helen Axelsson, Statens fastighetsverk

## Beskickningschefer
| Namn                          | Period    | Funktion   | Anmärkning                                         |
| ----------------------------- | --------- | ---------- | -------------------------------------------------- |
| Gylfe Anderberg               | 1936–1937 | Envoyé     | Sidoackrediterad från ambassaden i Mexico City.    |
| Vilhelm Assarsson             | 1937–1940 | Envoyé     | Sidoackrediterad från ambassaden i Mexico City.    |
| Herbert Ribbing               | 1943–1948 | Envoyé     | Sidoackrediterad från ambassaden i Mexico City.    |
| Claes Westring                | 1949–1952 | Envoyé     | Sidoackrediterad från ambassaden i Mexico City.    |
| Sven Grafström                | 1952–1955 | Envoyé     | Sidoackrediterad från ambassaden i Mexico City.    |
| Karl Lennart Hjalmar Nylander | 1955–1962 | Envoyé     | Sidoackrediterad från ambassaden i Mexico City.    |
| Tord Göransson                | 1962–1969 | Ambassadör | Sidoackrediterad från ambassaden i Mexico City.    |
| Harald Edelstam               | 1969–1972 | Ambassadör | Sidoackrediterad från ambassaden i Guatemala City. |
| Claës König                   | 1972–1976 | Ambassadör | Sidoackrediterad från ambassaden i Guatemala City. |
| Arne Helleryd                 | 1976–1978 | Ambassadör | Sidoackrediterad från ambassaden i Guatemala City. |
| Henrik Ramel                  | 1978–1981 | Ambassadör | Sidoackrediterad från ambassaden i Guatemala City. |
| Carl-Erhard Lindahl           | 1981–1983 | Ambassadör | Sidoackrediterad från ambassaden i Guatemala City. |
| Göte Magnusson                | 1984–1988 | Ambassadör | Sidoackrediterad till San José.                    |
| Harald Fälth                  | 1988–1991 | Ambassadör | Sidoackrediterad till San José.                    |
| Lars Jonsson                  | 1992–1994 | Ambassadör |                                                    |
| Eivor Halkjaer                | 1994–1997 | Ambassadör |                                                    |
| Jan Bjerninger                | 1997–2000 | Ambassadör | Sidoackrediterad till Panama City och San José.    |
| Klas Markensten               | 2000–2003 | Ambassadör |                                                    |
| Eva Zetterberg                | 2003–2008 | Ambassadör |                                                    |
| Ewa Werner-Dahlin             | 2008–2010 | Ambassadör | Sidoackrediterad från ambassaden i Guatemala City. |
| Michael Frühling              | 2010–2014 | Ambassadör | Sidoackrediterad från ambassaden i Guatemala City. |
| Georg Andrén                  | 2014–idag | Ambassadör | Sidoackrediterad från ambassaden i Guatemala City. |